# Альбатрос тристанський
Альбатрос тристанський (Diomedea dabbenena) — великий морський птах родини альбатросових (Diomedeidae), один з найбільших представників родини, ендемік островів Тристан-да-Кунья, зокрема острова Гоф. Був виділений у окремий вид з підвиду мандрівного альбатроса (Diomedea exulans) в 1998 році на основі аналізу мітохондріальної ДНК. 
Майже не відрізняється від мандрівного альбатроса за зовнішнім виглядом, проте дещо менший за нього.